# Championnats du monde d'aviron 1962
Navigation
Édition suivante
Les championnats du monde d'aviron 1962, première édition des championnats du monde d'aviron, ont lieu en 1962 à Lucerne, en Suisse.

## Podiums
| Épreuves | Or | Argent | Bronze |
| -------- | --- | --- | --- |
| M1x      | Union soviétique Viatcheslav Ivanov | Royaume-Uni Stuart Mackenzie | États-Unis Seymour Cromwell |
| M2x      | France René Duhamel Bernard Monnereau | Union soviétique Oleg Tyurin Boris Dubrovsky | Équipe unifiée d'Allemagne Josef Steffes-Mies Jost Krause-Wichmann                                                                                     |
| M2-      | Équipe unifiée d'Allemagne Dieter Bender Günther Zumkeller | Union soviétique Valentin Boreyko Oleg Golovanov | Suisse Hugo Waser Adolf Waser |
| M2+      | Équipe unifiée d'Allemagne Wolfgang Neuß Klaus-Günther Jordan Frank Steinhäuser                                                                                              | Roumanie Ionel Petrov Carol Vereș Oprea Păunescu | Union soviétique Vladimir Smirnov Valeri Polkovski Igor Rudakov                                                                                        |
| M4-      | Équipe unifiée d'Allemagne Gerd Wolter Dagobert Thometschek Peter Paustian Christian Prey                                                                                    | France André Fevret Roger Chatelain Philippe Malivoir Jean-Pierre Drivet | Autriche Dieter Losert Dieter Ebner Horst Kuttelwascher Helmut Kuttelwascher                                                                           |
| M4+      | Équipe unifiée d'Allemagne Bernd-Jürgen Marschner Peter Neusel Bernhard Britting Manfred Ross Jürgen Oelke                                                                   | France Jean Ledoux Emile Clerc André Sloth Pierre Maddaloni Alain Bouffard | Union soviétique Boris Fyodorov Yuri Suslin Yuriy Tyukalov Anatoli Fyodorov Igor Rudakov                                                               |
| M8+      | Équipe unifiée d'Allemagne Horst Meyer Jürgen Plagemann Klaus Aeffke Klaus Behrens Hans-Jürgen Wallbrecht Karl-Heinrich von Groddeck Ingo Kliefoth Bernd Kruse Thomas Ahrens | Union soviétique Richardas Vaitkiavicius Antanas Bagdonavičius Zigmas Jukna Viktor Semyonov Vytautas Briedis Patras Karla Jaroslaw Tscherschtwij Josanas Jagelavičius Yuri Lorentsson | France Christian Puibaraud Jean-Pierre Bellet Jacques Morel Joseph Moroni Georges Morel Robert Dumontois Bernard Meynadier Michel Viaud Alain Bouffard |

## Tableau des médailles
| Rang  | Nation           | Or | Argent | Bronze | Total |
| ----- | ---------------- | -- | ------ | ------ | ----- |
| 1     | Allemagne        | 5  | 0      | 1      | 6     |
| 2     | Union soviétique | 1  | 3      | 2      | 6     |
| 3     | France           | 1  | 2      | 1      | 4     |
| 4     | Royaume-Uni      | 0  | 1      | 0      | 1     |
| 4     | Roumanie         | 0  | 1      | 0      | 1     |
| 6     | Autriche         | 0  | 0      | 1      | 1     |
| 6     | Suisse           | 0  | 0      | 1      | 1     |
| 6     | États-Unis       | 0  | 0      | 1      | 1     |
| Total | Total            | 7  | 7      | 7      | 21    |